# Цыба, Александра Андреевна
Александра Андреевна Цыба (20.05.1928 — 07.04.2019) — оператор прокатного стана, Герой Социалистического Труда (1966).

## Биография
Родилась в 1928 году в п. Сухтели Челябинской области.
В 1945 году окончила ремесленное училище № 13 (ныне Профессиональный лицей № 13) г. Магнитогорска.
Получив профессию оператора прокатного стана, семнадцатилетней девушкой пришла работать в сортопрокатный цех Магнитогорского металлургического комбината. Двадцать восемь лет посвятила Александра Андреевна ответственному труду оператора прокатного стана на родном комбинате. С 1951 года она передавала секреты профессионального мастерства молодым рабочим, являясь их шефом-наставником. Оператор главного поста прокатного стана А. А. Цыба активно участвовала в общественной жизни цеха, комбината, города.
В 1966 году ей было присвоено звание Героя Социалистического Труда с вручением ордена Ленина и золотой медали «Серп и Молот».
С 1974 года работала мастером производственного обучения в Профессиональном лицее № 13.
Почётный гражданин г. Магнитогорска (2002).
Скончалась 7 апреля 2019 года. Похоронена на Левобережном кладбище Магнитогорска.